# Llista de capítols d'Atac als titans
Atac als titans és una sèrie manga japonesa escrita i il·lustrada per Hajime Isayama. La sèrie va començar a publicar-se al Bessatsu Shōnen Magazine de Kodansha el 9 de setembre de 2009 i va finalitzar el 9 d'abril de 2021, recollida en 34 volums tankōbon. Norma Editorial va començar a publicar el manga en català en una edició integral (recopilant dos volums en un) el 22 de novembre de 2023.
Està ambientada en un món en què la humanitat viu en ciutats envoltades d'enormes murs que els protegeixen dels titans, criatures humanoides gegants que s'alimenten de persones.

## Publicació

### Edició integral
| Núm. | Data de publicació en català | ISBN català       |
| --- | ---------------------------- | ----------------- |
| 1 | 22 de novembre de 2023       | 978-84-679-6419-6 |
| Un poble rodejat per tres muralles busca protegir-se d'uns enemics terribles: els titans. Durant un cert temps semblava que els titans, uns monstres gegantins amb una intel·ligència limitada, estaven controlats, però l'aparició del tità Colossal de més de 60 metres d’alçada els fa veure que l’extinció de la humanitat és una possibilitat. Serà suficient la voluntat dels nous cadets per esbrinar com acabar amb els titans? Quantes pèrdues humanes caldran per resoldre els misteris que envolten tot el seu món? No et pots perdre aquesta història! |                              |                   |
| 2 | 1 de març de 2024            | 978-84-679-6420-2 |
| Quan tot sembla perdut, un descobriment impactant permetrà a la humanitat tenir un bri d’esperança: L’Eren, un dels membres del cos d’exploració, pot convertir-se en tità! Però seran capaços de controlar l’Eren convertit en tità? Podrà l’Armin convèncer els seus superiors que deixin amb vida a aquest tità-humà? Serà aquest el descobriment que permeti als humans tenir un futur? |                              |                   |
| 3 | 3 de maig de 2024            | 978-84-679-6421-9 |
| L’habilitat de l’Eren per convertir-se en tità omple d’esperança als soldats i els dona un nou impuls per seguir endavant i combatre’ls. Però aquest raig d’esperança se solapa amb un nou descobriment: un tità femella intel·ligent. Si la intel·ligència era l’arma principal amb què els soldats podien combatre els titans, com podran fer-los front ara que han descobert que hi ha un tità que també la té? I qui s'amaga darrere d’aquest tità femella? |                              |                   |
| 4 | 5 de juliol de 2024          | 978-84-679-6422-6 |
| El cos d’exploració està perplex: després de l’aparició de titans dins del mur, són incapaços de trobar la bretxa que, per lògica, han hagut de fer servir per accedir a les zones protegides pels humans. Però, i si estan tots equivocats? I si en lloc de centrar els seus esforços a trobar aquesta hipotètica bretxa el problema és que hi ha traïdors al seu si? |                              |                   |
| 5 | 20 de setembre de 2024       | 978-84-679-6423-3 |
| L’atac desesperat per recuperar l’Eren ha suposat la pèrdua de la majoria de soldats experts del cos d’exploració. Una victòria pírrica que només el temps dirà si ha valgut la pena. El pla de Reiner i Bertolt consistia a portar als seus ostatges fins al seu poble natal, però no comptaven que els seus companys de promoció faran el que sigui a la seva mà per alliberar els seus amics. |                              |                   |
| 6 | 8 de novembre de 2024        | 978-84-679-7245-0 |
| Levi i el seu grup esbrinen on estan empresonats l’Eren i la Història, i han d’assumir el gran risc que suposa alliberar-los. El cos d’exploració aconsegueix quelcom inimaginable i derroca la monarquia amb l’ajuda de tots els cossos militars, però per a perpetuar aquest nou canvi de govern és necessari que el rei abdiqui en favor d’Història, membre de la família reial autèntica, però… la podran convèncer? |                              |                   |
| 7 | 17 de gener de 2025          | 978-84-679-7388-4 |
| Comença una nova operació que té com a objectiu recuperar el mur Maria. Serà necessari, però, que l’Eren utilitzi la seva capacitat per endurir-se. Si ho aconsegueix, el següent pas serà arribar a un dels llocs més importants de tots: el soterrani on l’Eren va néixer on hi ha la veritat sobre el món… |                              |                   |
| 8 | 7 de març de 2025            | 978-84-679-7537-6 |
| Després de la terrible batalla contra els titans, especialment contra el tità animal, el cos d’exploració arriba a la casa natal d’Eren, però el secret que s’amaga al soterrani no és pas el que s’esperaven. Quin camí hauran de seguir davant de la veritat del món que se’ls ha revelat? |                              |                   |
| 9 | 9 de maig de 2025            | 978-84-679-7539-0 |
| Els marleians ataquen l’illa Paradis, on viuen l’Eren i els seus amics, i ho fan per a fer-se amb el tità fundador, per a protegir la seva pàtria i per a defensar els seus drets. Aquestes ofensives desesperades culminen en una declaració de guerra a l’illa Paradis que es veurà interrompuda per una inesperada aparició. |                              |                   |